# 26 de octubre
El 26 de octubre es el 299.º (ducentésimo nonagésimo noveno) día del año —el 300.º (tricentésimo) en los años bisiestos— en el calendario gregoriano. Quedan 66 días para finalizar el año.

## Acontecimientos
- 1377: en Bosnia, Stiefan Tvrtko es coronado el primer rey de ese país.
- 1540: al valle de Copiapó (en el norte de Chile) llegan 1200 hombres al mando de Pedro de Valdivia, tras cruzar a pie el desierto de Atacama.
- 1810: en Cuba se desata la Tormenta de la Escarcha Salitrosa (12 días hasta el 10 de noviembre). En La Habana se hunden 70 buques. El mar pasa 8 varas sobre las astas de las banderas de las fortalezas de la villa. El mar inunda la calle Obispo, y los botes navegan por esa calle hasta frente a donde después estaría la librería La Moderna Poesía.
- 1811: en Buenos Aires (Argentina), el Gobierno revolucionario decreta la libertad de imprenta para la prensa.
- 1820: en Venezuela, el entonces presidente de la Gran Colombia, Simón Bolívar, escribe una proclamación a los ciudadanos de Carora conocida como 'La Proclama a Los Caroreños', donde los declara Hijos Beneméritos de la Patria, por la exhaustiva contribución a la independencia de Venezuela y otras naciones sudamericanas, como Colombia, Ecuador, Panamá, Bolivia y Perú.
- 1833: en el norte de Chile, Diego de Almeyda funda la ciudad de Chañaral.
- 1863: en Inglaterra, se funda la Football Association
- 1881: En la Ciudad de Tombstone (Arizona) Transcurre el Icónico Tiroteo en el O.K. Corral
- 1885: en París (Francia), ante la Academia de Ciencias, el químico y bacteriólogo francés Louis Pasteur da a conocer sus trabajos sobre inmunización contra la rabia.
- 1905: Suecia reconoce la independencia de Noruega.
- 1909: en la estación de trenes de Harbin (en Manchuria), el nacionalista coreano An Jung-geun asesina al primer ministro japonés Itō Hirobumi, quien estaba dirigiendo la invasión de Corea.
- 1940: realiza su primer vuelo el avión estadounidense North American P-51 Mustang.
- 1944: termina la batalla del Golfo de Leyte.
- 1955: en Vietnam, el general Ngo Dinh Diem proclama la «República de Vietnam del Sur», un Estado con capital en Saigón, acumulando sobre sí los cargos de jefe de Estado y jefe de Gobierno.
- 1958: en un globo aerostático, a 460 metros de altura, sobre el área 5 del Sitio de pruebas atómicas de Nevada (a unos 100 km al noroeste de la ciudad de Las Vegas), a las 2:20 de la madrugada (hora local) Estados Unidos detona su bomba atómica Sanford, de 4,9 kilotones. Es la bomba n.º 187 de las 1132 que Estados Unidos detonó entre 1945 y 1992. A las 8:00, en otro globo y a la misma altitud detonó la bomba atómica De Baca, de 2,2 kt.
- 1958: en una prueba atmosférica a 110 metros de altura, sobre el sitio de pruebas atómicas en Kazajistán (a unos 150 km al oeste de la ciudad de Semipalatinsk), la Unión Soviética detona una bomba atómica 2,8 kilotones, de las 981 que la Unión Soviética detonó entre 1949 y 1991, que medidas en kilotones representan el 54,9% del total de pruebas nucleares realizadas en el mundo.
- 1958: Se introduce en el mercado el Boeing 707, volando por primera vez con Pan Am.
- 1960: en El Salvador, el presidente José María Lemus es derrocado por un golpe de Estado, y en su lugar, se instala una Junta de Gobierno que se mantendría en el poder durante tres meses.
- 1961: en la finca Santa María, situada en el barrio Platanal, del municipio Pedro Betancourt (en la provincia cubana de Matanzas), un grupo de «bandidos» ―en el marco de los ataques terroristas organizados por la CIA estadounidense, bajo las órdenes del presidente John F. Kennedy― asesinan al miliciano Vicente Santana Ortega y hieren José M. Rodríguez Rodríguez.[1]
- 1965: en Londres, el grupo británico de rock The Beatles reciben la Orden del Imperio Británico por su contribución a la música de ese país.
- 1965: en Indianápolis (Estados Unidos) se encuentra el cuerpo de Sylvia Likens en un mugriento sótano del 3850 de East New York Street. La muchacha, de 16 años, había sido torturada, acosada y violada hasta la muerte por Gertrude Baniszewski y sus hijos, así como varios adolescentes y adultos del vecindario. Fue la víctima del peor caso de abuso físico del estado de Indiana.
- 1971: en la isla canaria de La Palma (España), entra en erupción el volcán Teneguía.
- 1976: en Miami (Estados Unidos) los terroristas venezolanos Freddy Lugo y Hernán Ricardo ―autores del crimen de Barbados organizado por la CIA estadounidense― son deportados a Venezuela.
- 1979: en Seúl (Corea del Sur), el presidente Park Chung-hee es asesinado por Kim Jae-gyu, jefe de la Agencia Central de Inteligencia de Corea.
- 1982: Colombia renuncia oficialmente a la organización del Campeonato Mundial de Fútbol de 1986.
- 1984: en Bolivia, el presidente Hernán Siles Zuazo inicia una huelga de hambre de cuatro días para intentar conseguir un clima de paz y reflexión en el país.
- 1984: Se estrena “Terminator”. Fue uno de los primeros grandes trabajos de James Cameron, director de películas como “Titanic” (1997) y “Avatar” (2009).
- 1988: en Venezuela, Noche de los Tanques: una columna de veintiséis vehículos blindados Dragón (V-100) son movilizados desde Fuerte Tiuna hacia la zona del Palacio presidencial de Miraflores en el centro de Caracas, sin razón aparente.
- 1994: Isaac Rabin y Abdelsalam al-Majali firman el tratado de paz entre Israel y Jordania.
- 1998: el huracán Mitch causa graves daños en Honduras.
- 1998: Ecuador y Perú firman el acuerdo de paz que pone fin al conflicto limítrofe.
- 1999: en el Reino Unido, la Cámara de los Lores acepta en una votación para que sus escaños no sean hereditarios.
- 2001: en Irán se inauguran, a pesar de la guerra, los Juegos Femeninos Musulmanes, con la presencia de más de 200 mujeres atletas de origen musulmán, entre ellas afganas y estadounidenses.
- 2001: en los Estados Unidos, el presidente George W. Bush firma la resolución 3162 ―o Ley Patriótica―, que brinda ilimitados poderes a la policía, la CIA y el FBI.
- 2004: Rockstar Games y Rockstar North, sacan al mercado el videojuego Grand Theft Auto: San Andreas.
- 2006: en Buenos Aires, la venezolana Mayré Martínez se convierte en la primera Latin American Idol.
- 2006: lanzamiento de la misión Stereo para el estudio del Sol.
- 2007: la empresa estadounidense Apple lanza el sistema operativo Mac OS X Leopard.
- 2008: en Chile se realizan las elecciones municipales de 2008.
- 2009: en los Estados Unidos se formatean todos los servidores de la empresa GeoCities, borrando millones de sitios web gratuitos.
- 2012: Microsoft, en comparación con Windows, anuncia el estreno del sistema Windows 8 en varios países.
- 2013: se celebra el primer acto de presentación nacional de la plataforma civil Movimiento Ciudadano en Madrid.
- 2013: en Perú, el balneario de Huanchaco se convierte en la primera playa de Latinoamérica y la quinta del mundo en ser reconocida como «reserva mundial de surf».[2][3]
- 2015: en Afganistán se registra un terremoto de magnitud 7,8 en la escala de Richter, que deja un saldo de más de 400 muertos y 1200 heridos.
- 2016: en la localidad de Visso (Italia) se registra un terremoto de 5,4 en la escala de Richter.
- 2016: en Venezuela se realizan marchas en protesta por la suspensión del referéndum revocatorio en contra del Gobierno de Nicolás Maduro.
- 2018: Leo Messi llega a 100 millones de seguidores en Instagram.

## Nacimientos
- 1427: Segismundo de Austria, aristócrata austriaco (f. 1496).
- 1431: Hércules I de Este, aristócrata italiano (f. 1505).
- 1543: Ángela Serafina Prat, religiosa española (f. 1608).
- 1564: Hans Leo Hassler, compositor y organista alemán (f. 1612).
- 1611: Antonio Coello, autor español (f. 1652).
- 1673: Dimitrie Cantemir, aristócrata moldavo (f. 1723).
- 1685: Domenico Scarlatti, compositor y clavecinista italiano (f. 1757).
- 1757: Karl Leonhard Reinhold, filósofo austríaco (f. 1823).
- 1759: Georges-Jacques Danton, político francés (f. 1794).
- 1780: Manuel Frutos Rodríguez Poitier, sacerdote, educador y parlamentario chileno (f. 1858).
- 1783: Jaime Alfonso el Barbudo, bandolero español (f. 1824).
- 1785: Evaristo de San Miguel, militar español (f. 1862).
- 1790: Antonio Valero de Bernabé, militar y patriota puertorriqueño (f. 1863).
- 1795: Nicolaos Mantzaros, compositor griego (f. 1872).
- 1800: Helmuth von Moltke militar alemán (f. 1891).
- 1802: Miguel I, aristócrata portugués, rey entre 1828 y 1834 (f. 1866).
- 1806: Ignacio Labastida, militar mexicano (f. 1838).
- 1809: Franz Wilhelm Junghuhn, botánico neerlandés (f. 1864).
- 1811: Isaac Merritt Singer, inventor, actor y empresario estadounidense (f. 1875).
- 1828: Leonardo Murialdo sacerdote italiano, fundador de la Congregación de San José (Josefinos de Murialdo) (f. 1900).
- 1835: Manuel José Olascoaga, militar, ingeniero y explorador argentino (f. 1911).
- 1842: Vasili Vereshchaguin, pintor ruso (f. 1904).
- 1849: Ferdinand Georg Frobenius, matemático alemán (f. 1917).
- 1856: José Ramón Mélida, arqueólogo español (f. 1933).
- 1856: José Ortega Munilla, escritor y periodista cubano-español, padre del ensayista y filósofo español José Ortega y Gasset (f. 1922).
- 1859: Arthur Friedheim, pianista, director de orquesta y compositor ruso (f. 1932).
- 1861: Richard Sears, tenista estadounidense (f. 1943).
- 1862: Hilma af Klint, artista sueca (f. 1944).

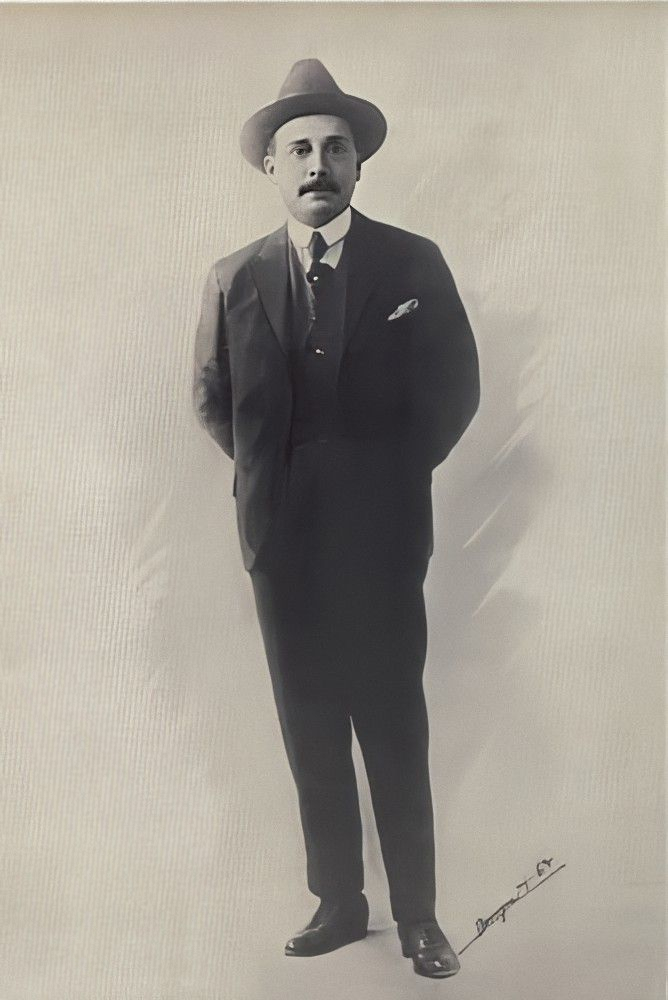
José Gregorio Hernández

- 1864: José Gregorio Hernández, médico y científico venezolano; en la actualidad reconocido como Beato (f. 1919).
- 1865: Benjamin Guggenheim, empresario estadounidense (f. 1912).
- 1869: Washington Luís Pereira de Sousa, historiador y político brasileño, presidente de Brasil (f. 1957).
- 1871: Joaquín Chapaprieta, político español (f. 1951).
- 1874: Thomas Lowry, físico y químico británico (f. 1936).
- 1878: José Moscardó Ituarte, militar español (f. 1956).
- 1880: Andréi Bely, poeta y novelista ruso (f. 1934).
- 1880: Manuel Quintín Lame, líder indígena colombiano (f. 1967).
- 1881: Dolores Cacuango Quilo, activista ecuatoriana de los derechos indígenas (f. 1971).
- 1882: John Leofric Stocks, filósofo británico (f. 1937).
- 1900: Karin Boye, poetisa y novelista sueca (f. 1941).
- 1901: Mark Sandrich, cineasta estadounidense (f. 1945).
- 1904: Josefina de Vasconcellos, escultora inglesa (f. 2005).
- 1906: Primo Carnera, boxeador italiano (f. 1967).
- 1908: Miguel Otero Silva, escritor, periodista y político venezolano (f. 1985).
- 1908: Pilar Careaga Basabe, ingeniera y política española (f. 1993).
- 1909: Dante Quinterno, creador de historietas argentino, conocido por su personaje Patoruzú (f. 2003).
- 1911: Mahalia Jackson, cantante contralto estadounidense de góspel (f. 1972).
- 1912: Don Siegel, montajista, productor y cineasta estadounidense (f. 1991).
- 1913: Charlie Barnet, músico estadounidense de jazz (f. 1991).
- 1914: Jackie Coogan, actor estadounidense (f. 1984).
- 1915: Lindsay Pryor, botánico australiano (f. 1998).
- 1915: Ramón Sabatés i Massanell, historietista español (f. 2003).

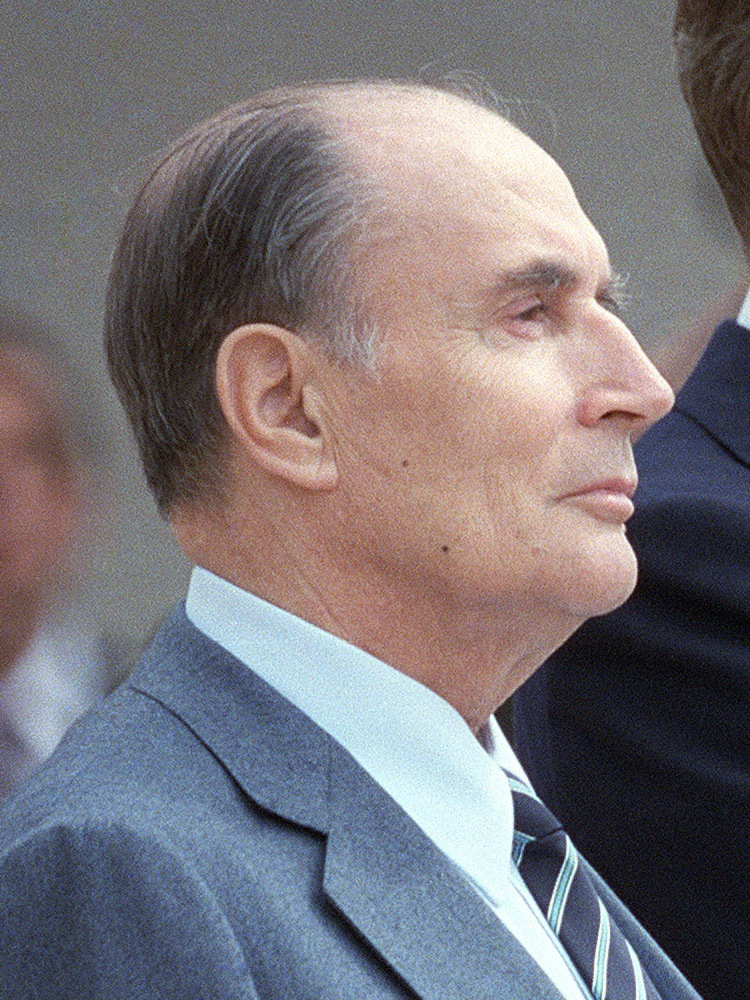
François Mitterrand

- 1916: François Mitterrand, abogado y político francés, presidente entre 1981 y 1995 (f. 1996).
- 1918: Diana Serra Cary, actriz y centenaria estadounidense (f. 2020).
- 1919: Mohammad Reza Pahlevi, aristócrata y dictador iraní, último sah de Irán (f. 1980).
- 1919: Ashraf Pahlaví, reina iráni, hermana melliza de Mohammad Reza Pahlevi (f. 2016).
- 1919: Edward Brooke, político estadounidense (f. 2015).
- 1920: Maureen Dunlop de Popp, aviadora argentina (f. 2012).
- 1921: Elena Quiroga de Abarca, escritora española (f. 1995).
- 1922: Darcy Ribeiro, antropólogo, escritor y político brasileño (f. 1997).
- 1923: Joan Oró, bioquímico español (f. 2004).
- 1924: Máximo Pacheco Gómez, abogado chileno (f. 2012).
- 1925: James V. McConnell, biólogo y psicólogo de animales estadounidense (f. 1990).
- 1925: Jan Wolkers, escritor neerlandés (f. 2007).
- 1926: Diana Ingro, actriz argentina (f. 2017).
- 1927: Fernando Gutiérrez Barrios, político mexicano (f. 2000).
- 1928: Francisco Solano López, historietista argentino (f. 2011).
- 1929: Cleofé Elsa Calderón, botánica argentina (f. 2007).
- 1933: José Moreno, actor español (f. 2007).
- 1934: Pepe Sánchez (director), director, guionista y actor de televisión, teatro y cine colombiano (f. 2016).
- 1934: Jacques Loussier, pianista y compositor francés (f. 2019).
- 1936: Shelley Morrison, actriz estadounidense (f. 2019).
- 1937: Carlos Kasuga, empresario mexicano.
- 1940: José María Arancedo, obispo argentino.

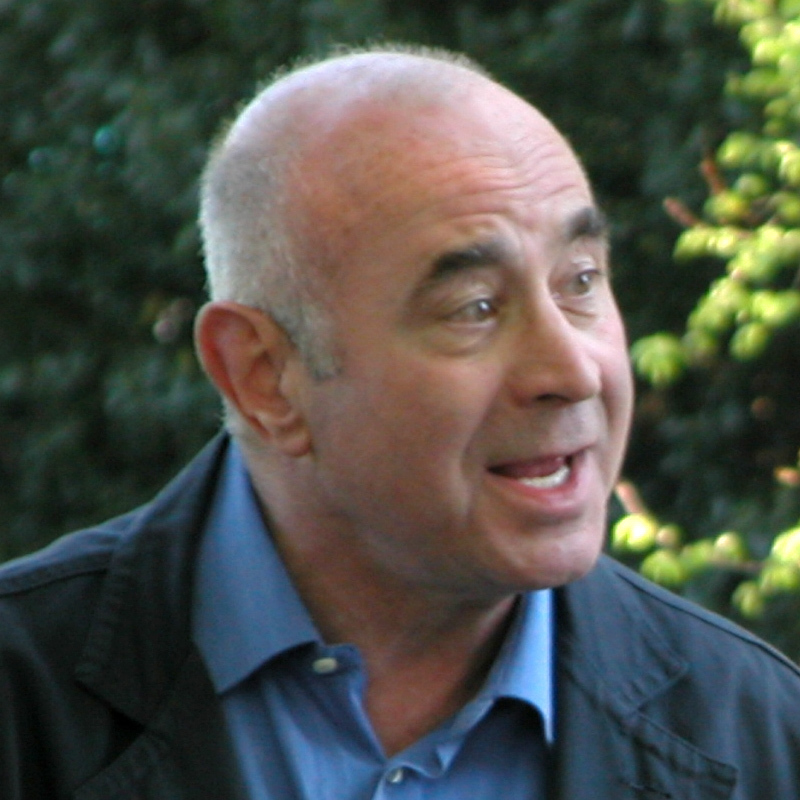
Bob Hoskins

- 1940: Ernesto Cisneros, futbolista mexicano.
- 1942: Bob Hoskins, actor británico (f. 2014).
- 1942: Milton Nascimento, cantante, compositor y guitarrista brasileño
- 1942: Jonathan Williams, piloto de automovilismo británico (f. 2014).
- 1944: Fernando Ortiz Arana, abogado y político mexicano.
- 1945: Jaclyn Smith, actriz estadounidense.
- 1946: Pat Sajak, presentador de televisión estadounidense.
- 1947: Hillary Clinton, política estadounidense.
- 1947: Christian Ude, político alemán.
- 1949: Teddy Guzmán, actriz y cantante peruana.
- 1950: Ana María Cores, actriz y cantante argentina.
- 1950: Viviana Gorbato, periodista y ensayista argentina (f. 2005).
- 1951: Bootsy Collins, bajista y cantante estadounidense de funk.
- 1951: Julian Schnabel, cineasta estadounidense
- 1952: Lars Peter Hansen, economista estadounidense.
- 1954: James Pickens Jr. actor y productor estadounidense
- 1955: Olivia Bucio, actriz mexicana.
- 1955: Baltasar Garzón, juez español.
- 1955: Laura Mintegi, escritora española.
- 1956: Rita Wilson, actriz estadounidense.
- 1956: Pedro Enrique Sarmiento, fue un futbolista, entrenador y comentarista de fútbol colombiano. (f. 2024).
- 1957: Manuel Rivas, escritor, poeta, ensayista y periodista español.
- 1958: Narciso Agúndez Montaño, político mexicano.
- 1959: Evo Morales, dirigente sindical y político boliviano, presidente de Bolivia entre 2006 y 2019.
- 1959: Canito, baterista español, de la banda Los Secretos (f. 1980).
- 1959:  François Chau, actor estadounidense-camboyano.
- 1961: Manuel Estiarte, jugador de waterpolo español.
- 1961: Dylan McDermott, actor estadounidense.
- 1961: Ana de Miguel, filósofa y escritora española
- 1961: Gustavo Polidor, beisbolista venezolano (f. 1995).
- 1961: Uhuru Kenyatta, presidente keniano.
- 1962: Cary Elwes, actor británico.
- 1962: Elkin Ramírez, músico, compositor y cantante colombiano (f. 2017).
- 1963: Tom Cavanagh, actor y cantautor canadiense.
- 1963: Ted Demme, director de cine estadounidense (f. 2002).
- 1963: Natalie Merchant, cantante estadounidense.
- 1964: José Gregorio Vielma Mora, político y militar venezolano.
- 1965: Kelly Rowan, actriz canadiense.
- 1966:
  - Zlatko Dalić, futbolista y entrenador bosnio-croata nacido yugoslavo.
  - Steve Valentine, actor británico.
- 1967: Keith Urban, cantante neozelandés.
- 1968: Jesús Gómez Cos, futbolista y entrenador español.
- 1968: Robert Jarni, futbolista croata.
- 1970: Colombina Parra, compositora y cantante chilena.
- 1970: Lisa Ryder, actriz canadiense.
- 1972: Daniel Elena, copiloto de rallys 9 veces campeón del mundo
- 1972: Shan Sa, poeta y novelista chino-francesa.

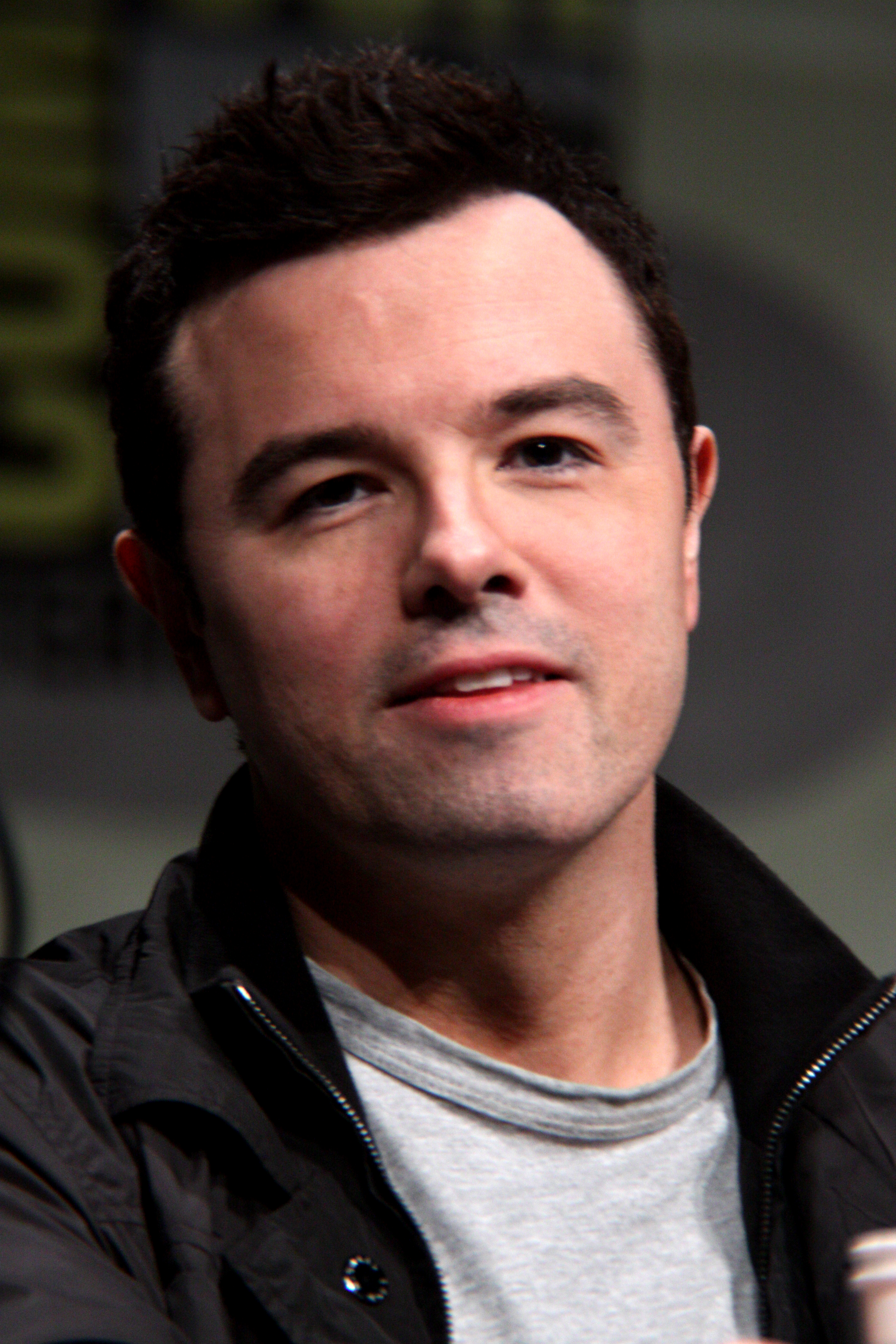
Seth MacFarlane

- 1973: Seth MacFarlane, dibujante, guionista, productor, director y actor de voz estadounidense.
- 1973: Matías Santoianni, actor argentino.
- 1975: Carlos Pardo, poeta español.
- 1977: Louis Crayton, futbolista liberiano.
- 1978: Lisandro Aristimuño, músico y cantautor argentino.
- 1978: Phil Brooks, "CM Punk", luchador profesional estadounidense.
- 1979: Melanie Vallejo, actriz australiana.
- 1980: Cristian Chivu, futbolista rumano.
- 1981: Gabriela Sari, actriz argentina.
- 1981: Girl Talk, músico estadounidense.
- 1982: Adam Carroll, piloto de carreras británico.
- 1982: Caleb Folan, futbolista británico.
- 1983: Dmitri Sychov, futbolista ruso.
- 1984: Adriano Correia Claro, futbolista brasileño.
- 1984: Jefferson Farfán, futbolista peruano.
- 1984: Jesús Flores, beisbolista venezolano.
- 1985: Andrea Bargnani, baloncestista italiano.
- 1985: Monta Ellis, baloncestista estadounidense.
- 1985: Asin Thottumkal, actriz india.
- 1986: Marco Rubén, futbolista argentino.
- 1987: Rafał Gikiewicz, futbolista polaco.
- 1989: Silvia Zennaro, regatista italiana.
- 1991: Blas Cantó, cantante español.
- 1993: Dimitris Pelkas, futbolista griego.
- 1994: Francisco Varela Martín, futbolista español.
- 1995: Yuta Nakamoto, cantante, bailarín, rapero japonés y miembro de NCT.
- 1996: Tatum Paxley, luchadora profesional estadounidense.
- 1996: Quentin Halys, tenista francés.
- 1996: Diogo Verdasca, futbolista portugués.
- 1996: Danilo Pantić, futbolistas serbio.
- 1996: Evdokija Popadinova, futbolista búlgara.
- 1998: Keston Julien, futbolista trinitense.
- 1998: Matías Kabalin, futbolista argentino.
- 1998: Pia Zerkhold, snowboarder austriaca.
- 2003: Marcos Sánchez Arriero, futbolista español.
- 2004: Patrick Dorgu, futbolista danés.
- 2005: Elias Baum, futbolista alemán.

## Fallecimientos
- 899: Alfredo el Grande, rey inglés (n. 847-849).
- 1243: Bernat Calbó, religioso español (n. 1180).
- 1440: Gilles de Rais, asesino serial y mariscal francés (n. 1405).
- 1580: Ana de Austria, aristócrata austriaca, esposa del rey español Felipe II (n. 1549).
- 1608: Philipp Nicolai, teólogo alemán (n. 1556).
- 1608: Juan Pantoja de la Cruz, pintor español (n. 1553).
- 1620: Mahfiruz Hatice Hatun, consorte del sultán otomano Ahmed I (n. 1590).
- 1749: Louis-Nicolas Clérambault, compositor y organista francés (n. 1676).
- 1764: William Hogarth, pintor, grabador y literato inglés  (n. 1697).
- 1802: Felipe González Ahedo, militar y cartógrafo español (n. 1714).
- 1817: Nikolaus Joseph von Jacquin, médico, biólogo y botánico neerlandés (n. 1727).
- 1874: Peter Cornelius, compositor y poeta alemán (n. 1824).
- 1890: Carlo Collodi, periodista y escritor italiano (f. 1826).
- 1890: Antonio Raimondi, geógrafo italiano (f. 1824).
- 1902: Elizabeth Cady Stanton, activista y feminista estadounidense (n. 1815).
- 1906: Jan Dzierzon, sacerdote, apicultor e inventor polaco (n. 1811).
- 1909: Itō Hirobumi, político y primer ministro japonés (n. 1841).
- 1920: Mucio P. Martínez, militar y político mexicano (n. 1841).
- 1922: Manuel Ramos Rejano, ceramista e industrial español (n. 1851).
- 1929: Aby Warburg, historiador del arte y ensayista alemán (n. 1866).
- 1932: Margaret Brown, socialité, activista social y filántropa estadounidense, sobreviviente del Hundimiento del RMS Titanic (n. 1867).
- 1941: Masha Bruskina, partisana soviética (n. 1924).
- 1956: Walter Gieseking, pianista y compositor franco-alemán (n. 1895).
- 1957: Gerty Theresa Cori, bioquímica checo-estadounidense, premio Nobel de Fisiología o Medicina en 1947 (n. 1896).
- 1957: Nikos Kazantzakis, escritor griego (n. 1883).
- 1959: Nikolaus von Vormann, militar alemán (n. 1895).
- 1962: Louise Beavers, actriz estadounidense (n. 1902).
- 1965: Sylvia Likens, niña estadounidense asesinada (n. 1949).
- 1972: Ígor Sikorski, aviador soviético, pionero de la aviación (n. 1889).
- 1979: Park Chung-hee, político, militar y presidente surcoreano (n. 1917).
- 1980: Martha Salotti, educadora y escritora argentina (n. 1899).
- 1982: Valerio Zurlini, cineasta italiano (n. 1926).
- 1985: Emilio Guinea, botánico español (n. 1907).
- 1990: Guillermo García González, ajedrecista cubano, tricampeón nacional; accidente automovilístico (n. 1953).
- 1993: Ángel J. Battistessa, catedrático y filólogo argentino (n. 1902).
- 2000: Jesús Puente, actor español (n. 1930).
- 2001: Soraya Esfandiary, aristócrata iraní (n. 1932).
- 2002: Jacques Massu, militar francés (n. 1908).
- 2004: Beto Ávila, jugador de béisbol mexicano (n. 1924).
- 2005: María Luisa Robledo, actriz argentina (n. 1912).
- 2005: Jany Holt, actriz francesa (n. 1909).
- 2005: Rogers Becerra Casanovas, músico boliviano (n. 1924).
- 2005: Mark Craney, músico baterista de Jethro Tull y Gino Vanelli (n. 1952).
- 2007: Arthur Kornberg, bioquímico estadounidense, premio nobel de medicina en 1959 (n. 1918).
- 2009: Sabino Fernández Campo, militar español (n. 1918).
- 2010: Francisco Garfias López, poeta español (n. 1921).
- 2012: Félix del Rosario, músico, compositor y director de orquesta dominicano (n. 1934).
- 2014: Oscar Taveras, beisbolista dominicano (n. 1992).
- 2019: Robert Evans, productor de cine estadounidense (n. 1930).
- 2019: Silvia Montanari, actriz y productora argentina (n. 1943).
- 2020: Izat Ibrahim al Duri, militar iraquí (n. 1942).
- 2021: Roh Tae-woo, militar y político surcoreano, presidente de Corea del Sur entre 1988 y 1993 (n. 1932).
- 2021: Mort Sahl, comediante y actor estadounidense (n. 1929).
- 2022: Agustín Ramírez, cantante y compositor mexicano (n. 1952).

## Celebraciones
- Día Internacional de la Prevención de Quemaduras.

- Día de la Conciencia para la Comunidad Intersexual. También llamado Día de la Intersexualidad. Se conmemora la primera manifestación pública en defensa de las personas intersexuales, que tuvo lugar en Boston el 26 de octubre de 1996, donde la Academia Americana de Pediatría conmemoraba su Conferencia Anual.

 Por países
(Por orden alfabético)
- Argentina: 
  - Día Nacional de la Suegra.[4][5]Es un homenaje en las redes sociales cuyo artífice se desconoce. Cada 26 de octubre se llenan de mensajes alusivos a la madre política de cada uno de los cónyuges o parejas.

- Austria:
  - Día Nacional.[6]

- Benín:
  - Día de las Fuerzas Armadas.

- Bolivia:
  - Día Nacional de la Leche.

- España:
  - Día Nacional del Daño Cerebral Adquirido. En agosto de 2007, el Consejo de Ministros oficializó esta fecha.

- Nauru:
  - Día de Angam.

### Santoral católico
- San Amando de Argentorato.[7]
- San Aptonio de Anguleme.
- San Beano de Mortlach.
- San Ceda de Lastingham.
- San Eata de Hexham.
- San Evaristo.
- San Felicisimo de Cartago.
- San Fulco de Pavía.
- Santa Gibitruda.
- San Luciano de Bitinia.
- San Rogaciano de Cartago.
- San Rústico de Narbona.
- San Sigebaldo de Metz.
- San Witta de Büraburg.
- Beato Buenaventura de Potenza.
- Beato Damián Furcheri.

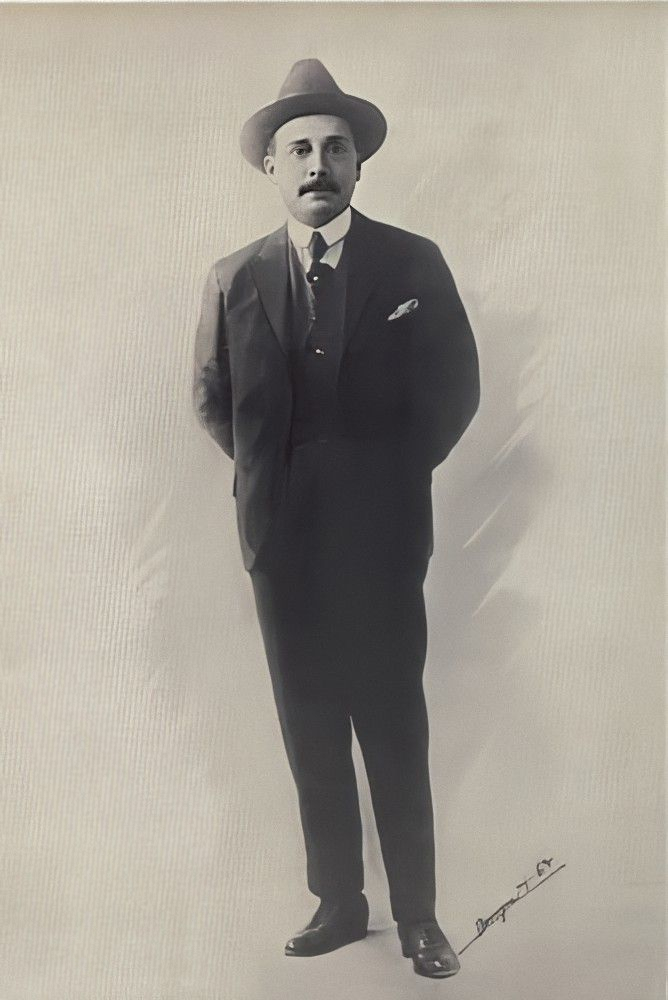
Beato José Gregorio Hernández en 1917.

- Beato José Gregorio Hernández (imagen ilustrativa).[8]